# Lars Erik Humlekjær
Lars Erik Humlekjær, född 1971, är en norsk bågskytt. Han deltog vid olympiska sommarspelen 2000.